# Drogenbos
Drogenbos är en kommun i provinsen Vlaams-Brabant i regionen Flandern i Belgien. Drogenbos hade 5 013 invånare den 1 januari 2013.